# Маляковы
Маляковы — дворянский род.
Андрей Маляков в службу вступил в 1759 году. 22.01.1787 произведён Надворным Советником,
и находясь в сём чине, 25.04.1796 пожалован на дворянское достоинство Дипломом, с коего копия хранится в Герольдии.

## Описание герба
Щит разделённый горизонтально на две равные части, имеет верхнюю серебряную, а нижнюю голубую, и на
обоих полях поставлено дерево Груша с плодом, имея вид свой на серебре натурального цвета, а на краске серебряный.
Щит увенчан дворянскими шлемом и короной. Нашлемник: три страусовых пера. Намёт на щите серебряный, подложенный голубым. Герб Малякова внесён в Часть 1 Общего гербовника дворянских родов Всероссийской империи, стр. 146.